# 외화예금
외화예금(外貨預金)은 외화에 의한 예금을 가리키는 단어이다. 정부는 일상 업무에 필요한 운전자금으로 쓰기 위해 보유 외화의 일부를 국제 금리 정도의 저리로 환금은행에 예탁한다. 이것을 외화예금제도라고 한다.